# 市川船橋之戰
市川船橋之戰是日本戊辰戰爭中的一場戰役，發生在1868年5月2日，交戰雙方為加入明治政府的岡山藩及佐土原藩和舊幕府軍。最終舊幕府軍戰敗，榎本武揚等人帶領佐幕派北逃，新政府軍成功奪下幕府根據地的關東平原，阻止舊幕府軍重奪江戶城。